# 竹尾步美
竹尾步美（日语：／ Takeo Ayumi，9月2日—）是日本的女性聲優，三重縣出身。

## 人物
興趣是觀賞電影、在東京散步。擅長的運動是籃球。
在2016年7月播放的電視動畫《NEW GAME!》中與一同演出的高田憂希、山口愛、戶田惠組成四人團體「fourfolium」並演唱動畫的主題曲。同時也是本人初次的樂曲錄音。
2021年10月1日在自身的Instagram宣布已於9月末退出所屬事務所Sigma Seven，同時退出聲優行業。

## 演出作品
※粗體字為主要角色。

### 電視動畫
2011年
- Dragon Crisis ～龍之界點～
- 迷茫管家與膽怯的我（管家咖啡店的客人）

2015年
- 血型小將ABO 2（女學生）

2016年
- 學戰都市Asterisk 第2期（女孩子A、小孩A）
- 偶像學園STARS！（沙淨繪理）
- 三者三葉（女子D）
- NEW GAME!（飯島結音[5]）
- 91Days（小孩）
- 時間飛船24（TV魔法少女）
- 灼熱桌球娘（新聞社女子、鐘梨真由）

2017年
- CHAOS;CHILD（女子A）
- 雛邏輯 ～來自幸運邏輯～（學生、店員、夕子的導師、包在我身上3號、後輩）
- NEW GAME!!（飯島結音）

2018年
- 伊藤潤二驚選集（女子1）
- Butlers〜千年百年物語〜（白咲花純、女學生）

2019年
- 街角魔族（女子）
- 星合之空（女學生）
- 放學後桌遊俱樂部
- 刀劍神域 Alicization War of Underworld（暗黑術師）

2020年
- 魔法紀錄 魔法少女小圓外傳（喜歡謠言的女學生A）

2021年
- 哆啦A夢（女性）

### 劇場動畫
- 劇場版 Fate/kaleid liner 魔法少女☆伊莉雅 雪下的誓言（2017年、町人）
- 我們的7日戰爭（2019年、瑞樹）

### 遊戲
- 魔女異聞錄：伊絲塔利亞傳說（修凱·瓦桑達）
- 幻獸姬（狐火）
- 我與世界的歐幾里得[1]
- 悠閒麻將（大瀨良結華）[6]

2017年
- 閃耀幻想曲（飯島結音）

### 音樂CD
| 發售日  | 名稱                                 | 演唱名義                                         | 歌曲名稱                               | 商業搭配                                       |
| 2016年  | 2016年                               | 2016年                                           | 2016年                                 | 2016年                                         |
| ------- | ------------------------------------ | ------------------------------------------------ | -------------------------------------- | ---------------------------------------------- |
| 7月27日 |                                      | fourfolium（高田憂希、山口愛、戶田惠、竹尾步美） | 「」                                   | 電視動畫《NEW GAME!》片頭曲                    |
| 7月27日 | 「Shake!」                           | fourfolium（高田憂希、山口愛、戶田惠、竹尾步美） | 電視動畫《NEW GAME!》相關歌曲          |                                                |
| 7月27日 | Now Loading!!!!                      | fourfolium（高田憂希、山口愛、戶田惠、竹尾步美） | 「Now Loading!!!!」                    | 電視動畫《NEW GAME!》片尾曲                    |
| 7月27日 | Now Loading!!!!                      | fourfolium（高田憂希、山口愛、戶田惠、竹尾步美） | 「」                                   | 電視動畫《NEW GAME!》相關歌曲                  |
| 2017年  |                                      |                                                  |                                        |                                                |
| 2月8日  | Now Singing♪♪♪♪                      | fourfolium（高田憂希、山口愛、戶田惠、竹尾步美） | 「」                                   | 遊戲《NEW GAME! -THE CHALLENGE STAGE!-》片頭曲 |
| 2月8日  | Now Singing♪♪♪♪                      | fourfolium（高田憂希、山口愛、戶田惠、竹尾步美） | 「」                                   | 遊戲《NEW GAME! -THE CHALLENGE STAGE!-》片尾曲 |
| 2月8日  | Now Singing♪♪♪♪                      | 飯島結音（竹尾步美）                             | 「」                                   | 電視動畫《NEW GAME!》相關歌曲                  |
| 2月22日 | 灼熱的桌球娘 雙打歌曲系列6 鐘梨&公子 | 鐘梨真由（竹尾步美）&羽無公子（大坪由佳）        | 「Deko Boko Buddy」 「 鐘梨&公子ver.」 | 電視動畫《灼熱的桌球娘》相關歌曲               |